# José Ramón de Leyva
José Ramón Joaquín de Leyva de Salas (Cartagena, 31 de agosto de 1749-Bogotá, 19 de julio de 1816) fue un militar y político colombiano de origen español, prócer de la independencia de Colombia. Fue integrante de la junta independentista de la Nueva Granada en 1810, y en 1813 fue nombrado su vicepresidente.

## Biografía
José Ramón de Leyva nació en 1749 en la ciudad española de Cartagena, en el seno del matrimonio compuesto por el militar Lázaro Tomás de Leyva y Sánchez Solís y por Antonia de Salas de Roda. A los dieciséis años ingresó como cadete en el Regimiento de Infantería de Aragón, acantonado en Madrid. Participó en la expedición contra Argel de 1775 y en el sitio de Gibraltar de 1779-1783. Por acción distinguida en el asedio del castillo de San Felipe, durante la toma de Menorca en 1782, fue ascendido a capitán y destinado a Buenos Aires. En 1791, por sus méritos militares e intelectuales, fue nombrado secretario de cámara del Virreinato de Nueva Granada. Fue ascendido nuevamente a teniente coronel y llegó a Santafé de Bogotá a desempeñar sus funciones sirviendo a las órdenes de los virreyes José Manuel de Ezpeleta, Pedro Mendinueta y Antonio José Amar y Borbón.
Desde el inicio del proceso revolucionario de Quito, el teniente coronel Leyva mostró su simpatía por las posiciones independentistas y su rechazo a la afrenta inferida a la casa real española por las imposiciones de Napoleón Bonaparte después del secuestro de Fernando VII en Bayona. Contrajo matrimonio con la dama criolla Antonia Millán de la Pava sin autorización del rey, transgrediendo las normas que le imponían las Leyes de Indias para contraer nupcias con personas nacidas en la Nueva Granada. Su contribución militar resultó decisiva no sólo en la organización, la enseñanza y el adiestramiento de cuadros y milicia, así como en la estructuración básica del ejército patriota, sino también en la conducción de las unidades durante las contiendas civiles y en las primeras acciones contra las tropas realistas. Leyva abrazó la causa independentista al igual que otros muchos españoles, imprimiendo al conflicto un carácter de guerra civil, puesto que también un buen número de americanos combatieron en las filas del rey. En 1811 hizo parte de la comisión de guerra del Estado Libre de Cundinamarca y se le ascendió a coronel. En la campaña del sur, Antonio Nariño lo designó como su segundo comandante y compartió con él los triunfos de Alto Palacé, Calibío, Juanambú y Tacines. Leyva firmó el Acta de Independencia de la Nueva Granada y, después del fracaso de Nariño, se desempeñó como comandante de la guarnición de Popayán. Su actitud erguida y resuelta ante las presiones del realista Melchor Aymerich exigiéndole rendición fue decisiva para que se respetara la vida de Nariño, al caer preso en Pasto.
Al regresar a Santafé de Bogotá en diciembre de 1814, estuvo al frente de los defensores durante el asedio que habían planteado los federales al mando de los generales Simón Bolívar y Rafael Urdaneta. Con la ayuda de la población civil y de entre 500 y 1500 regulares, entre ellos los sobrevivientes de la campaña del sur, combatió casa por casa en los barrios periféricos de la urbe virreinal hasta caer derrotado en una guerra sin cuartel. Fue hecho prisionero y juzgado por el realista Pablo Morillo, de manera que fue condenado al cadalso el 19 de julio de 1816 junto a José María Carbonell,Ignacio Vargas y el capitán Jose de la cruz contreras. Hacia sus hijos dejó una frase de despedida: «Muero tranquilo con la convicción de que la patria será irrevocablemente libre e independiente».

## Legado
En vida, Nariño se refería a él como «el virtuoso y el inmortal», y Francisco José de Caldas afirmó que «en él se confundieron el valor del guerrero y la habilidad del magistrado». Tras su muerte, fue recordado como el primer militar europeo que, aunque nacido en España, se había convertido en neogranadino –colombiano– al ofrecer su lealtad a la causa patriota y a la independencia de las Provincias Unidas de la Nueva Granada. En 1973, en la plaza de armas de la Escuela Militar de Cadetes General José María Córdova se descubrió un busto de bronce dedicado a José Ramón de Leyva, como reconocimiento de su aportación a la República de Colombia y a su ejército, como maestro de las primeras generaciones de jefes que debieron organizar, capacitar y conducir las unidades patriotas en los primeros años de la independencia.